# Nevrina
Nevrina és un gènere d'arnes de la família Crambidae.

## Taxonomia
- Nevrina procopia (Stoll in Cramer & Stoll, 1781)
- Nevrina radiata Ghesquière, 1942
- Nevrina verlainei Ghesquière, 1942